# ميخائيل أوشوجنسي
ميخائيل أوشوجنسي (بالإنجليزية: Michael O'Shaughnessy) هو مهندس أيرلندي، ولد في 28 مايو 1864 في مقاطعة ليمريك في جمهورية أيرلندا، وتوفي في 12 أكتوبر 1934.